# Rok Triller
Rok Triller, slovenski arhitekt, oblikovalec, *8. maj 1980, Ljubljana, Slovenija. 
Deluje kot samostojni arhitekt v arhitekturnem studiu ARTP  v Ljubljani.  Osredotoča se predvsem na načrtovanje stanovanjskih, poslovnih, industrijskih in javnih stavb, interierjev ter zunanjih ureditev.

## Življenje in delo
Rok Triller je diplomiral na Fakulteti za arhitekturo, Univerza v Ljubljani (UL FA), pod mentorstvom arhitekta doc. Primož Jeza, u.d.i.a. Že v času študija se je udeleževal številnih natečajev in arhitekturnih delavnic. Po končanem študiju je odprl lastno arhitekturno prakso in sodeloval z drugimi arhitekturnimi biroji pri zasnovah in izvedbah večih arhitekturnih projektov različnih meril in namembnosti.   
V letih od 2012 do 2015 je deloval kot tehnični sodelavec na Fakulteti za arhitekturo pri predmetih Projektiranje in kompozicija IV in V ter Kreativno oblikovanje pod vodstvom docenta Primoža Jeze. 
Leta 2020 je začel delovati kot samostojni pooblaščeni arhitekt in je član Zbornice za arhitekturo in prostor Slovenije (ZAPS).

## Izbrani projekti
- Avtobusna postaja Koper (2020–2022)[3]

Avtobusni potniški terminal v Kopru predstavlja osrednje prometno vozlišče v regiji. Nahaja se na mestu starega avtobusnega postajališča ob vstopu v osrednji del mesta Koper. Nova postaja ponuja sodobno in prijetno izkušnjo potovanja z avtobusom, zasnovano z mislijo na udobje in potrebe potnikov. Postajo sestavlja osrednji plato s štirinajstimi peroni, z veliko streho in postajnim objektom. Zasnova postajališča izhaja iz značilnosti lokacije in jih smiselno nadgrajuje. Osrednji arhitekturni poudarek predstavlja elipsoidna streha z robno linijsko osvetlitvijo, ki objektu daje prepoznavno in sodobno podobo. Tlorisna zasnova postajnega objekta prav tako sledi eliptični obliki, kar ustvarja skladno in estetsko celoto. Objekt je armiranobetonsko pasovno temeljen in mikropilotiran s piloti premera 22 cm, ki segajo od 25 do 32 metrov globoko. Zunanja ureditev postaje je načrtovana brez arhitekturnih ovir in v celoti tlakovana s tlakovci, vse prometne površine so iz mikroarmiranega metličenega betona. Na ploščadi pred postajo sta dva majhna zelena otoka in samočistilni sanitarni objekt. Nova avtobusna postaja je del načrta spodbujanja trajnostne multimodalne urbane mobilnosti na slovenski obali. 
Avtorji arhitekturne zasnove so doc. Sonja Miculinić, Vanda Žunič in Rok Triller. Pri projektu so sodelovali tudi Aida Beahan, Zelimhan Suleymanov in David Hosta. Avtobusni potniški terminal je bil zasnovan v arhitekturnem podjetju Omnia Arhing, d. o. o.

## Priznanja in nagrade
- Urbanistična in arhitekturna ureditev Vergerijevega trga, Koper (3. nagrada, urbanizem, 2006)[5]
- Nagrada Perspektivni za interier Juvebar (interier, 2007)[6]
- Mednarodna nagrada Maks Fabiani za delo Strokovne podlage za urbanistični načrt Luke Koper (urbanizem, 2015)[7]
- BIG SEE Architecture Award 2024 - Winner, avtobusna postaja Koper (public, cultural buildings and infrastructure buildings, 2024)[8]